# Dystrykt Nyenawliken
Dystrykt Nyenawliken – dystrykt w hrabstwie River Gee, we wschodniej części Liberii. 
Położony jest 340 km na wschód od stolicy kraju – Monrovii, oddalony 13 km od siedziby administracyjnej hrabstwa River Gee, miasta Fish Town.  

## Demografia
Według spisu ludności z 2008 roku jednostka liczyła sobie 5 098 mieszkańców. Natomiast według spisu ludności przeprowadzonego w 2022 roku, dystrykt ma populację liczącą 14 102 mieszkańców, co czyni go trzecim co do wielkości zaludnienia dystryktem w hrabstwie.
Dane z 2008:
| Opis      | Ogółem | Ogółem | Mężczyźni | Mężczyźni | Kobiety | Kobiety |
| --------- | ------ | ------ | --------- | --------- | ------- | ------- |
| Jednostka | osób   | %      | osób      | %         | osób    | %       |
| Populacja | 5 098  | 100    | 2 667     | 52,3      | 2 431   | 47,7    |

Dane z 2022:
| Opis      | Ogółem | Ogółem | Mężczyźni | Mężczyźni | Kobiety | Kobiety |
| --------- | ------ | ------ | --------- | --------- | ------- | ------- |
| Jednostka | osób   | %      | osób      | %         | osób    | %       |
| Populacja | 14 102 | 100    | 7 606     | 53,9      | 6 496   | 46,1    |

## Sąsiednie dystrykty
Dweh, Gbeapo, Gwelekpoken, Nanee, Potupo, Whojah